# Lawinowy Szczyt
Lawinowy Szczyt (słow. Lavínový štít, niem. Lawinenspitze, węg. Lavinacsúcs) – szczyt o wysokości 2602 m n.p.m. stanowiący środkowy wierzchołek masywu Zadniego Gerlacha w słowackich Tatrach Wysokich. Znajduje się w grani głównej Tatr Wysokich pomiędzy Zadnim Gerlachem (oddzielonym Niżnią Jurgowską Szczerbiną, Jurgowskimi Czubami i Wyżnią Jurgowską Szczerbiną) a Gerlachowską Kopą (oddzieloną Wyżnią Gerlachowską Przełączką).
Na wierzchołek Lawinowego Szczytu nie prowadzą żadne znakowane szlaki turystyczne, jest więc dostępny jedynie dla taterników.
Dawniejsze, niedokładne pomiary określały wysokość Lawinowego Szczytu na ok. 2635 m, nieco nowsze aneroidowe na ok. 2610 m. Późniejsze pomiary trygonometryczne dały wynik 2606,1 m, z kolei według najnowszych pomiarów lidarowych z 2018 roku Lawinowy Szczyt mierzy 2602,0 m.
W przewodniku Vysoké Tatry Arno Puškáša oraz encyklopedii Tatry príroda szczyt opisany jest pod nazwą Lavínová veža, natomiast Gerlachowska Kopa pod nazwą Lavínový štít.

## Historia
Pierwsze wejścia turystyczne:
- Janusz Chmielowski, Klemens Bachleda i Stanisław Stopka, 26 lipca 1904 r. – letnie
- Pavel Krupinský i Matthias Nitsch, 22 marca 1936 r. – zimowe.

## Bibliografia

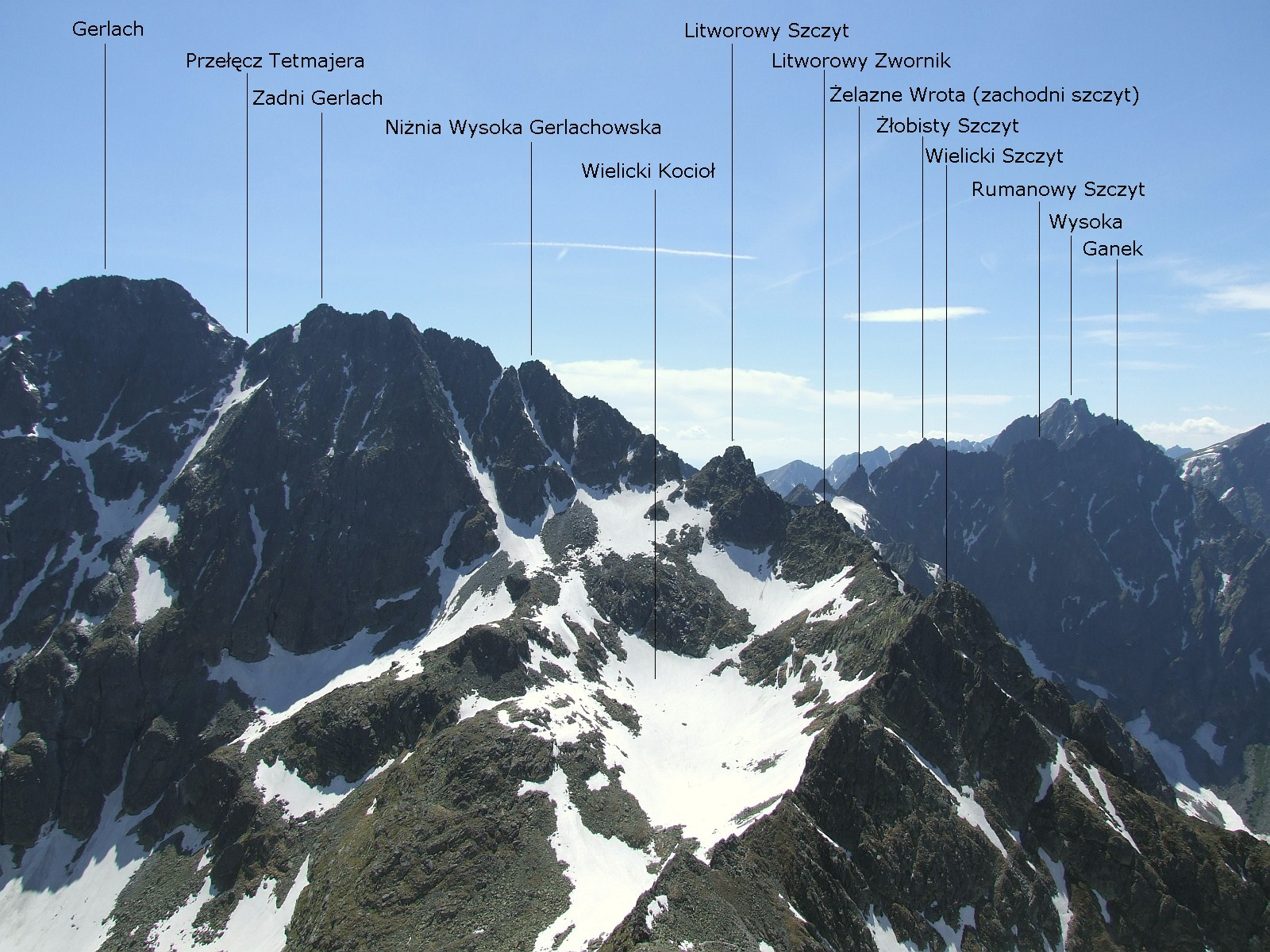
Lawinowy Szczyt widoczny nieco na prawo od głównego wierzchołka Zadniego Gerlacha